# Kanadyjskie sukienki
Kanadyjskie sukienki – polski dramat obyczajowy z 2013 w reżyserii Macieja Michalskiego.

## Produkcja
Maciej Michalski, autor filmu, zaczerpnął inspirację z historii własnej rodziny i uczynił pierwowzorem Zofii, głównej bohaterki, swą nieżyjącą babcię. Film w zamiarze twórcy miał być „osobistym hołdem dla [jego] babci oraz hołdem dla tamtych dawnych czasów, kolorowego okresu [jego] dzieciństwa”. W ocenie Anny Seniuk scenariusz był „zarazem dramatyczny i komediowy, karykaturalny, sentymentalny i romantyczny”.
Zdjęcia do filmu zostały zrealizowane we wsi Sycewo. Okres zdjęciowy trwał od połowy sierpnia do końca października 2011 roku. Sukienki, w których wystąpiła Anna Seniuk były oryginalnymi sukienkami babci Macieja Michalskiego. Budżet filmu został określony jako „symboliczny”, grający w nim aktorzy zrezygnowali z honorariów, ale mieli zagwarantowany udział w zyskach. W powstanie filmu autor Maciej Michalski oraz producent Jakub Michalski (prywatnie brat reżysera) zainwestowali własne oszczędności.

## Fabuła
„Na urodzinach Zofii przenosimy się w świat polskiej wsi z lat osiemdziesiątych. Urodziny te są wielką ucztą smaków, kolorów, ludzi tamtego czasu, ale przede wszystkim oczekiwaniem na przyjazd Amelii i Tadeusza – córki i męża mieszkających od 10 lat w Kanadzie. Niespodziewanie Amelia przyjeżdża sama. Przenosząc się w przeszłość poznajemy prawdziwe powody jej wyjazdu i Kanadę daleką od wymarzonego ideału całej rodziny. Brutalna prawda o ojcu i niej samej ukrywana jest przed Zofią do ostatniego momentu, a to tylko początek zawiłych historii rodzinnych”.

## Obsada
- Anna Seniuk jako Zofia Michalska
- Ewa Kasprzyk jako Barbara
- Piotr Polk jako Zygmunt, mąż Barbary
- Elżbieta Jarosik jako Bryzowa
- Ewa Kolasińska jako Pieczarkowa
- Karolina Dryzner jako Laura, córka Zofii
- Zofia Czerwińska jako Stefka, matka Zygmunta
- Arkadiusz Smoleński jako Stanisław Michalski, syn Zofii
- Bartosz Martyna jako Wiktor
- Magdalena Malina jako Amelia Michalska-Chester, córka Zofii
- Sebastian Cybulski jako Adam Michalski, syn Zofii
- Sławomir Federowicz jako Tadeusz Michalski, mąż Zofii
- Sabina Michalska jako Agata
- Agata Sasinowska jako Danka
- Mateusz Ławrynowicz jako Zbyszek

Na podstawie materiału źródłowego.

## Wydanie i odbiór
Film trafił do dystrybucji kinowej w Polsce 1 lutego 2013 przez Tongariro Releasing. Produkcja zakwalifikowała się do Konkursu głównego o 27. Tarnowską Nagrodę Filmową oraz do Konkursu pełnometrażowych debiutów fabularnych 32. Koszalińskiego Festiwalu Debiutów Filmowych „Młodzi i Film”.
W swojej recenzji Tomasz Raczek pisał, że „Kanadyjskie sukienki to opowieść, która łączy w sobie obyczajową panoramę wiejskiego życia subtelnie mieszając tonację Bożej podszewki i Nie ma mocnych z nieco łzawą nostalgią chwytającej za serce piosenki Mein jidische Mame. (...) To zaskakujące, że tak bogatej palety możliwości aktorskich Anny Seniuk tak długo nie wykorzystywał robiony za solidne pieniądze <<polski film dotowany>>. (...) Przy wszystkich ograniczeniach prywatnego filmu niezależnego, brakach technicznych i elementach które dałoby się poprawić ta produkcja ma do zaoferowania polskiej kulturze coś istotnego: aktorskie kreacje! Tuż za Anną Seniuk stoi tu cały rząd znakomitych aktorek, które zagrały role soczyste, łatwe do zapamiętania. (...) Od Panien z Wilka nie było u nas filmu, który stałby się okazją do takiego koncertu gry aktorek! Oglądając Kanadyjskie sukienki śmiałem się i wzruszałem, zapominając o mankamentach. I zastanawiałem, czy aby nie rodzi się na naszych oczach filmowy drugi obieg, trochę samozwańczy, nie nadzorowany przez urzędy podległe ministerstwu kultury, przekorny, ale i pełen pokory wobec tych którzy są najskuteczniejszymi szafarzami naszych emocji – aktorów. W czasach PRL-u pojęcie <<drugi obieg>> oznaczało <<szlachetnie i uczciwie>>. Dzisiaj też”.
Z kolei Urszula Lipińska w nieprzychylnej recenzji na łamach portalu Stopklatka oceniła, że film daje „efekt wymęczonego, z trudem dopiętego i skromnego w każdym jego aspekcie”. Krytyczną recenzję opublikowała również Joanna Ostrowska na łamach Czasu Kultury: „Wielkie aspiracje, efekt daleki od oczekiwanego”. Darek Kuźma na łamach Onetu stwierdził z kolei: „Kanadyjskie sukienki (...) zamieniają pomysł wyjściowy, czyli opowiedzenie w słodko-gorzkiej tonacji o ludziach zamkniętych w swoich własnych małych światkach (zarówno w Polsce, jak i Kanadzie), w dziwaczną, kameralną psychodramę, która jest tyleż inteligentna i przewrotna, co naciągana i koszmarna”.